# Montgesty
Montgesty ist eine französische Gemeinde mit 320 Einwohnern (Stand 1. Januar 2022) im Département Lot in der Region Okzitanien. Sie gehört zum Arrondissement Cahors und zum Kanton Causse et Bouriane. 
Sie grenzt im Nordwesten an Les Arques, im Norden an Gindou, im Nordosten an Thédirac, im Südosten an Catus, im Süden an Saint-Médard, im Südwesten an Pontcirq und im Westen an Lherm.

## Bevölkerungsentwicklung
| Jahr      | 1962 | 1968 | 1975 | 1982 | 1990 | 1999 | 2008 | 2018 |
| --------- | ---- | ---- | ---- | ---- | ---- | ---- | ---- | ---- |
| Einwohner | 299  | 309  | 336  | 325  | 273  | 266  | 284  | 332  |

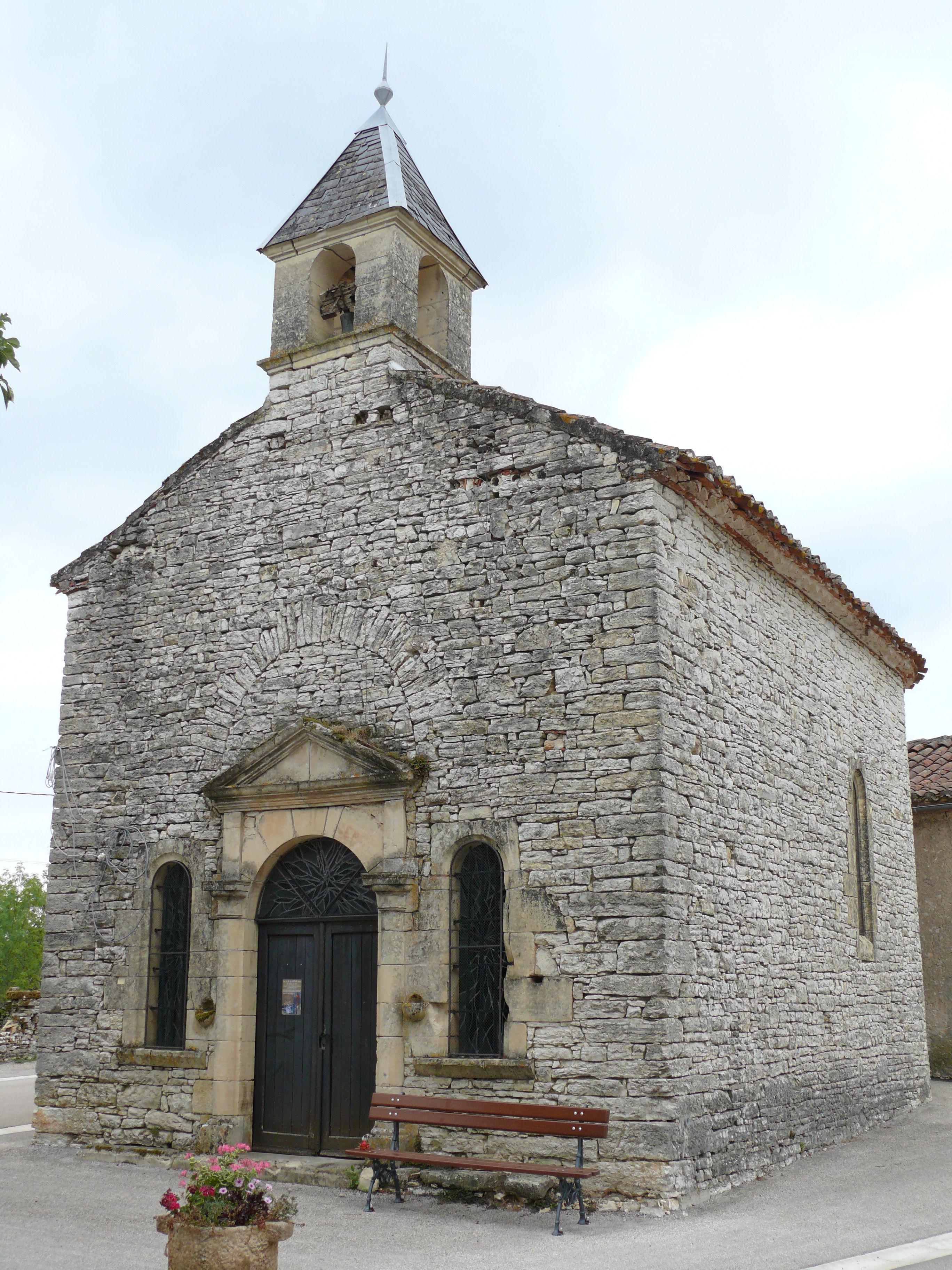
Chapelle des Pénitents Bleus
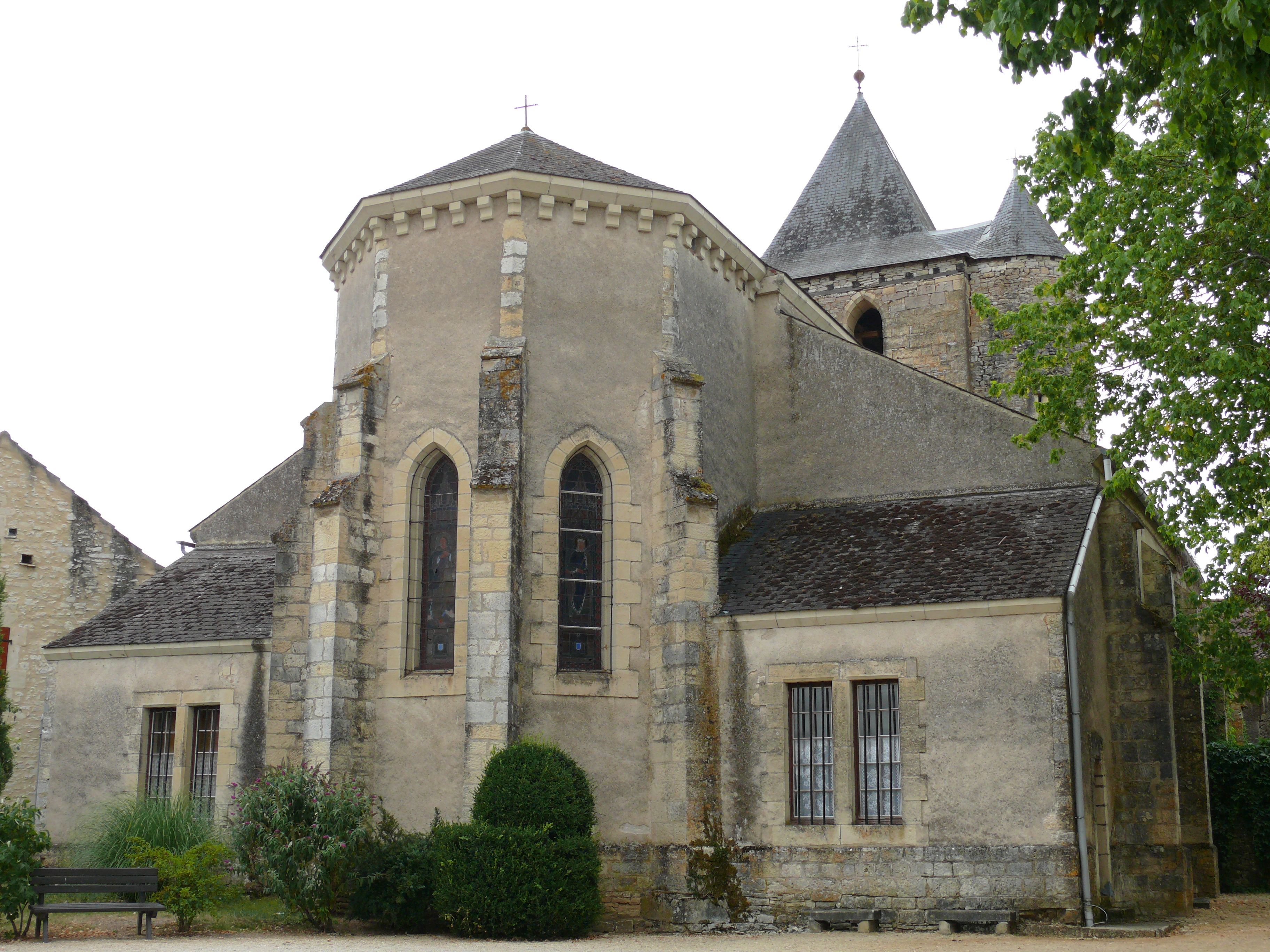
Kirche Notre-Dame-de-l’Assomption